# Renate von Wangenheim
Renate von Wangenheim; geb. Renate Reinecke, (* 21. April 1944 in Wendgräben; † 19. Dezember 2016) war eine deutsche Schauspielerin. Sie spielte unter ihrem Geburtsnamen in zahlreichen DEFA-Filmen sowie Filmen und Serien des DDR-Fernsehens.

## Leben und Werk

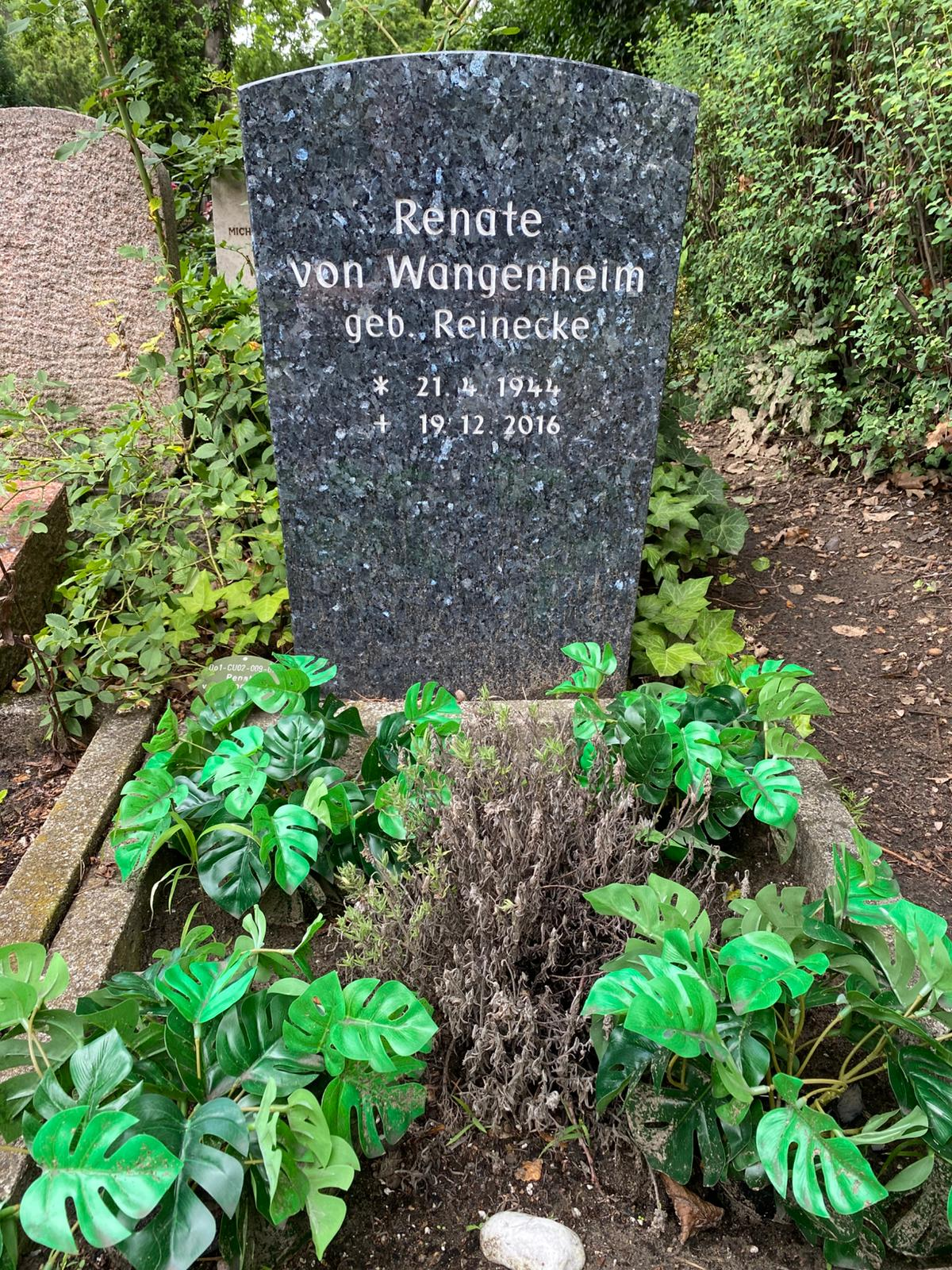
Grabstätte

Renate von Wangenheim war die Tochter der Schauspielerin Charlotte Reinecke und des Dramaturgen und Regisseurs Horst Reinecke. Ihr Bruder, Hans-Peter Reinecke (1941–2005), war ebenfalls als Schauspieler tätig. Ihre Halbschwester Ruth Reinecke ist ebenfalls Schauspielerin.
Nach einem Schauspielstudium an der Schauspielschule Berlin-Schöneweide debütierte sie 1964 auf einer Bühne in Parchim, ehe sie von 1965 bis 2000 dem Ensemble des Maxim-Gorki-Theaters angehörte. Seit Anfang der 1960er Jahre wirkte sie auch in Film- und Fernsehproduktionen der DEFA und des Deutschen Fernsehfunks mit. Bekanntheit erlangte sie 1973 mit dem Fernsehfilm Stülpner-Legende an der Seite von Manfred Krug sowie dem viel diskutierten Film Wie soll sich eine Frau entscheiden?.
Von 1989 bis zu seinem Freitod am 6. April 2001 war sie mit dem deutschen Regisseur, Autor und Schriftsteller Friedel Freiherr von Wangenheim verheiratet. Sie ruht auf dem Friedhof der Dorotheenstädtischen und Friedrichswerderschen Gemeinden.

## Filmografie (Auswahl)
- 1963: Christine
- 1966: Schatten über Notre Dame (TV-Mehrteiler)
- 1969: Jungfer, Sie gefällt mir
- 1971: Tod in der Kurve
- 1973: Ewa – Ein Mädchen aus Witunia (Sprecherin)
- 1973: Stülpner-Legende (TV-Mehrteiler)
- 1974: Leben mit Uwe
- 1974: Die Frauen der Wardins (Fernseh-Dreiteiler)
- 1975: Jenny (TV)
- 1978: Rentner haben niemals Zeit
- 1978: Der Staatsanwalt hat das Wort: Waldidyll (Fernsehreihe)
- 1980: Seitensprung
- 1981: Verflucht und geliebt (Fernsehen, 5 Teile)
- 1982: Soviel Wind und keine Segel (Fernsehfilm)
- 1982: Wenn’s donnert, blüht der Gummibaum (TV)
- 1982: Familie Rechlin (TV-Zweiteiler)
- 1982: Der Staatsanwalt hat das Wort: Gefährliche Freundschaft
- 1983: Polizeiruf 110: Der Selbstbetrug (TV-Reihe)
- 1983: Es geht einer vor die Hunde (Fernsehfilm)
- 1985: Die dritte Frau (Fernseh-Zweiteiler)
- 1987: Emma (TV)
- 1988: Polizeiruf 110: Flüssige Waffe
- 1989: Tierparkgeschichten
- 1989: Eine Frau für drei (Fernsehfilm)
- 1990: Flugstaffel Meinecke (Fernsehserie, 6 Teile)
- 1990: Polizeiruf 110: Zahltag
- 1991: Polizeiruf 110: Zerstörte Hoffnung
- 1991: Polizeiruf 110: Der Fall Preibisch
- 1992: Miraculi
- 1995: Mutter mit 18 (TV)

## Theater
- 1964: Claus Hammel: Frau Jenny Treibel (Luise, Dienstmädchen) – Regie: Horst Schönemann (Maxim-Gorki-Theater Berlin)
- 1965: Brendan Behan: Die Geisel (Teresa) – Regie: Horst Schönemann (Maxim-Gorki-Theater Berlin)
- 1966: Max Frisch: Don Juan oder Die Liebe zur Geometrie (Donna Anna) – Regie: Wolfram Krempel (Maxim-Gorki-Theater Berlin)
- 1969: Michail Schatrow: Bolschewiki (Diktierendes Mädchen) – Regie: Fritz Bornemann (Maxim-Gorki-Theater Berlin)
- 1970: Klaus Wolf: Lagerfeuer (Geflügelzüchterin) – Regie: Achim Hübner/Fritz Bornemann (Maxim-Gorki-Theater Berlin)
- 1972: William Congreve: Liebe für Liebe (Kaufmannstochter Prue) – Regie: Karl Gassauer (Maxim-Gorki-Theater Berlin)
- 1977: Rudi Strahl: Arno Prinz von Wolkenstein oder Kader entscheiden alles – Regie: Karl Gassauer (Maxim-Gorki-Theater Berlin)
- 1986: Claus Hammel: Die Preußen kommen (Sekretärin) – Regie: Karl Gassauer (Maxim-Gorki-Theater Berlin)
- 1986: Uwe Saeger: Außerhalb von Schuld – Regie: Jürgen Kern/Hein Trilling (Berliner Ensemble – Probebühne)

## Hörspiele
- 1973: Linda Teßmer: Am schwarzen Mann (Angelika Schütze) – Regie: Joachim Staritz (Hörspiel – Rundfunk der DDR)
- 1989: Marion Seelig: Das Mädchen Secunda und der Dieb (Mutter) – Regie: Manfred Täubert (Kinderhörspiel – Rundfunk der DDR)